# Juan David Ramírez
Juan David Ramirez (Envigado, Antioquia, Colombia; 9 de enero de 1997) es un futbolista colombiano. Juega de arquero. Actualmente juega en Cúcuta Deportivo de la Categoría Primera B colombiana.

## Clubes
| Club              | País           | Año           |
| ----------------- | -------------- | ------------- |
| Atlético Nacional | Colombia       | 2016 - 2020   |
| Austin Bold       | Estados Unidos | 2019          |
| Leones F.C        | Colombia       | 2021-2023     |
| Cúcuta Deportivo  | Colombia       | 2024-presente |

## Palmarés

### Campeonatos nacionales
| Título          | Club              | País     | Año  |
| --------------- | ----------------- | -------- | ---- |
| Torneo Apertura | Atlético Nacional | Colombia | 2017 |
| Copa Colombia   | Atlético Nacional | Colombia | 2018 |

### Campeonatos internacionales
| Título              | Club              | País     | Año  |
| ------------------- | ----------------- | -------- | ---- |
| Recopa Sudamericana | Atlético Nacional | Colombia | 2017 |